# Súlyemelés az 1968. évi nyári olimpiai játékokon
Az 1968. évi nyári olimpiai játékokon a súlyemelésben hét súlycsoportban avattak olimpiai bajnokot. A versenyzőknek három fogásnemben – nyomás, szakítás és lökés – kellett gyakorlatot bemutatniuk. Csak összetettben adtak ki érmet, a végső sorrendet az egyes gyakorlatok összesített eredményei adták.

## Éremtáblázat
A táblázatokban a rendező nemzet csapata eltérő háttérszínnel, az egyes számoszlopok legmagasabb értéke vagy értékei vastagítással kiemelve.
| Az 1968. évi nyári olimpiai játékok éremtáblázata súlyemelésben | Az 1968. évi nyári olimpiai játékok éremtáblázata súlyemelésben | Az 1968. évi nyári olimpiai játékok éremtáblázata súlyemelésben | Az 1968. évi nyári olimpiai játékok éremtáblázata súlyemelésben | Az 1968. évi nyári olimpiai játékok éremtáblázata súlyemelésben | Olimpia  |
| --------------------------------------------------------------- | --------------------------------------------------------------- | --------------------------------------------------------------- | --------------------------------------------------------------- | --------------------------------------------------------------- | -------- |
|                                                                 | Ország                                                          | Arany                                                           | Ezüst                                                           | Bronz                                                           | Összesen |
| 1.                                                              | Szovjetunió (URS)                                               | 3                                                               | 3                                                               | 0                                                               | 6        |
| 2.                                                              | Japán (JPN)                                                     | 1                                                               | 1                                                               | 1                                                               | 3        |
| 3.                                                              | Irán (IRI)                                                      | 1                                                               | 1                                                               | 0                                                               | 2        |
| 4.                                                              | Lengyelország (POL)                                             | 1                                                               | 0                                                               | 4                                                               | 5        |
| 5.                                                              | Finnország (FIN)                                                | 1                                                               | 0                                                               | 0                                                               | 1        |
|                                                                 |                                                                 |                                                                 |                                                                 |                                                                 |          |
| 6.                                                              | Magyarország (HUN)                                              | 0                                                               | 1                                                               | 1                                                               | 2        |
| 7.                                                              | Belgium (BEL)                                                   | 0                                                               | 1                                                               | 0                                                               | 1        |
|                                                                 |                                                                 |                                                                 |                                                                 |                                                                 |          |
| 8.                                                              | Egyesült Államok (USA)                                          | 0                                                               | 0                                                               | 1                                                               | 1        |
|                                                                 |                                                                 |                                                                 |                                                                 |                                                                 |          |
| Összesen                                                        | Összesen                                                        | 7                                                               | 7                                                               | 7                                                               | 21       |

## Érmesek
| Az 1968. évi nyári olimpiai játékok érmesei súlyemelésben |                                                                           |                                                                        |                                                                      |
| Versenyszám                                               | Arany                                                                     | Ezüst                                                                  | Bronz                                                                |
| légsúly (56 kg-ig)                                        | Mohammad Nassiri · Irán (IRI) · (112,5+105,0+150,0=367,5 kg)              | Földi Imre · Magyarország (HUN) · (122,5+105,0+140,0=367,5 kg)         | Henryk Trębicki · Lengyelország (POL) · (115,0+107,5+135,0=357,5 kg) |
| pehelysúly (60 kg-ig)                                     | Mijake Josinobu · Japán (JPN) · (122,5+117,5+152,5=392,5 kg)              | Dito Sanidze · Szovjetunió (URS) · (120,0+117,5+150,0=387,5 kg)        | Mijake Josijuki · Japán (JPN) · (122,5+115,0+147,5=385,0 kg)         |
| könnyűsúly (67,5 kg-ig)                                   | Waldemar Baszanowski · Lengyelország (POL) · (135,0+135,0+167,5=437,5 kg) | Parviz Dzsalajer · Irán (IRI) · (125,0+132,5+165,0=422,5 kg)           | Marian Zieliński · Lengyelország (POL) · (135,0+125,0+160,0=420 kg)  |
| váltósúly (75 kg-ig)                                      | Viktor Kurencov · Szovjetunió (URS) · (152,5+135,0+187,5=475,0 kg)        | Óucsi Maszasi · Japán (JPN) · (140,0+140,0+175,0=455,0 kg)             | Bakos Károly · Magyarország (HUN) · (137,5+132,5+170,0=440,0 kg)     |
| középsúly (82,5 kg-ig)                                    | Borisz Szeleckij · Szovjetunió (URS) · (150,0+147,5+187,5=485,0 kg)       | Volodimir Bjeljajev · Szovjetunió (URS) · (152,5+147,5+185,0=485,0 kg) | Norbert Ozimek · Lengyelország (POL) · (150,0+140,0+182,5=472,5 kg)  |
| félnehézsúly (90 kg-ig)                                   | Kaarlo Kangasniemi · Finnország (FIN) · (172,5+157,5+187,5=517,5 kg)      | Jaan Talts · Szovjetunió (URS) · (160,0+150,0+197,5=507,5 kg)          | Marek Gołąb · Lengyelország (POL) · (165,0+145,0+185,0=495,0 kg)     |
| nehézsúly (90 kg-tól)                                     | Leonyid Zsabotyinszkij · Szovjetunió (URS) · (200,0+170,0+202,5=572,5 kg) | Serge Reding · Belgium (BEL) · (195,0+147,5+212,5=555,0 kg)            | Joseph Dube · Egyesült Államok (USA) · (200,0+145,0+210,0=555,0 kg)  |

## Magyar részvétel
Az olimpián hét súlyemelő képviselte Magyarországot, akik összesen 
- egy második,
- egy harmadik,
- egy negyedik és
- egy hatodik

helyezést értek el, és ezzel tizenhárom olimpiai pontot szereztek. Ez négy ponttal kevesebb, mint a magyar súlyemelők előző, 1964. évi olimpián elért eredménye. Az egyes súlycsoportokban a következő magyar súlyemelők indultak: (a sportoló neve után zárójelben az elért helyezés)
| Magyar súlyemelők az 1968. évi nyári olimpiai játékokon |                                                    |
| Súlycsoport                                             | Magyar súlyemelő                                   |
| légsúly (56 kg-ig)                                      | Földi Imre (2.) (122,5+105,0+140,0=367,5 kg)       |
| pehelysúly (60 kg-ig)                                   | Benedek János (10.) (115,0+105,0+135,0=355,0 kg)   |
| könnyűsúly (67,5 kg-ig)                                 | Bagócs János (6.) (132,5+122,5+157,5=412,5 kg)     |
| váltósúly (75 kg-ig)                                    | Bakos Károly (3.) (137,5+132,5+170,0=440,0 kg)     |
| középsúly (82,5 kg-ig)                                  | Veres Győző (4.) (150,0+140,0+182,5=472,5 kg)      |
| félnehézsúly (90 kg-ig)                                 | Nemessányi Árpád (6.) (150,0+145,0+187,5=482,5 kg) |
| félnehézsúly (90 kg-ig)                                 | Tóth Géza (kiesett)                                |
| nehézsúly (90 kg-tól)                                   | Nem volt magyar induló                             |